# ハロルド・バロー
サー・ハロルド・マーティン・バロー (Sir Harold Martin Burrough, GCB KBE DSO、1889年7月4日 – 1977年10月22日) は、イギリスの海軍軍人。最終階級は大将。

## 生涯

### 初期の経歴
バローは、1889年7月4日にイングランド・ヘレフォードシャーイートン・ビショップの牧師チャールズ・バローと妻ジョージナ・ロングの10男として生まれた。バローはオックスフォードのセント・エドワーズ・スクールで教育を受けた後、1903年に海軍士官候補生としてのキャリアを始めた。
第一次世界大戦中、軽巡洋艦「サウサンプトン」の砲術士官として初の実戦を経験し、1916年のユトランド沖海戦にも参加した。1918年、オーストラリア海軍巡洋戦艦「オーストラリア」砲術士官。
1930年、バローは重巡洋艦「ロンドン」艦長を拝命。1935年には駆逐艦「エクスマス」艦長兼第5駆逐艦戦隊司令（Captain (D)）に任命され、1937年にエクセレント海軍基地司令官となった。1939年にバローは海軍参謀副長に任命された。

### 第二次世界大戦
第二次世界大戦開戦後の1940年9月、バローは少将に昇進し、第10巡洋艦戦隊司令官に任命された。1941年12月27日、バローはナチス・ドイツ占領下のノルウェーのヴォクセイ島及びモーレイ島を襲撃する特殊作戦アーチェリー作戦の指揮を執り、彼の旗艦軽巡洋艦「ケニア」以下の艦隊とイギリス空軍の攻撃によって敵船舶9隻を沈め、島の守備隊もブリティッシュ・コマンドスの襲撃で全滅させるという戦果を挙げた。これによりバローは殊功勲章（DSO）を授与された。その後、バローは1942年までの2年間海軍参謀を務めた。同年7月、バローは包囲下にあったマルタ島への増援輸送作戦ペデスタル作戦の直接護衛部隊司令官に任命された。作戦では、バローの旗艦であった軽巡洋艦「ナイジェリア」が雷撃を受け損傷したが生還した。その後、トーチ作戦ではアルジェへの攻撃で連合国軍海軍部隊の指揮を執るとともに、 北西アフリカへの上陸作戦を指揮した。

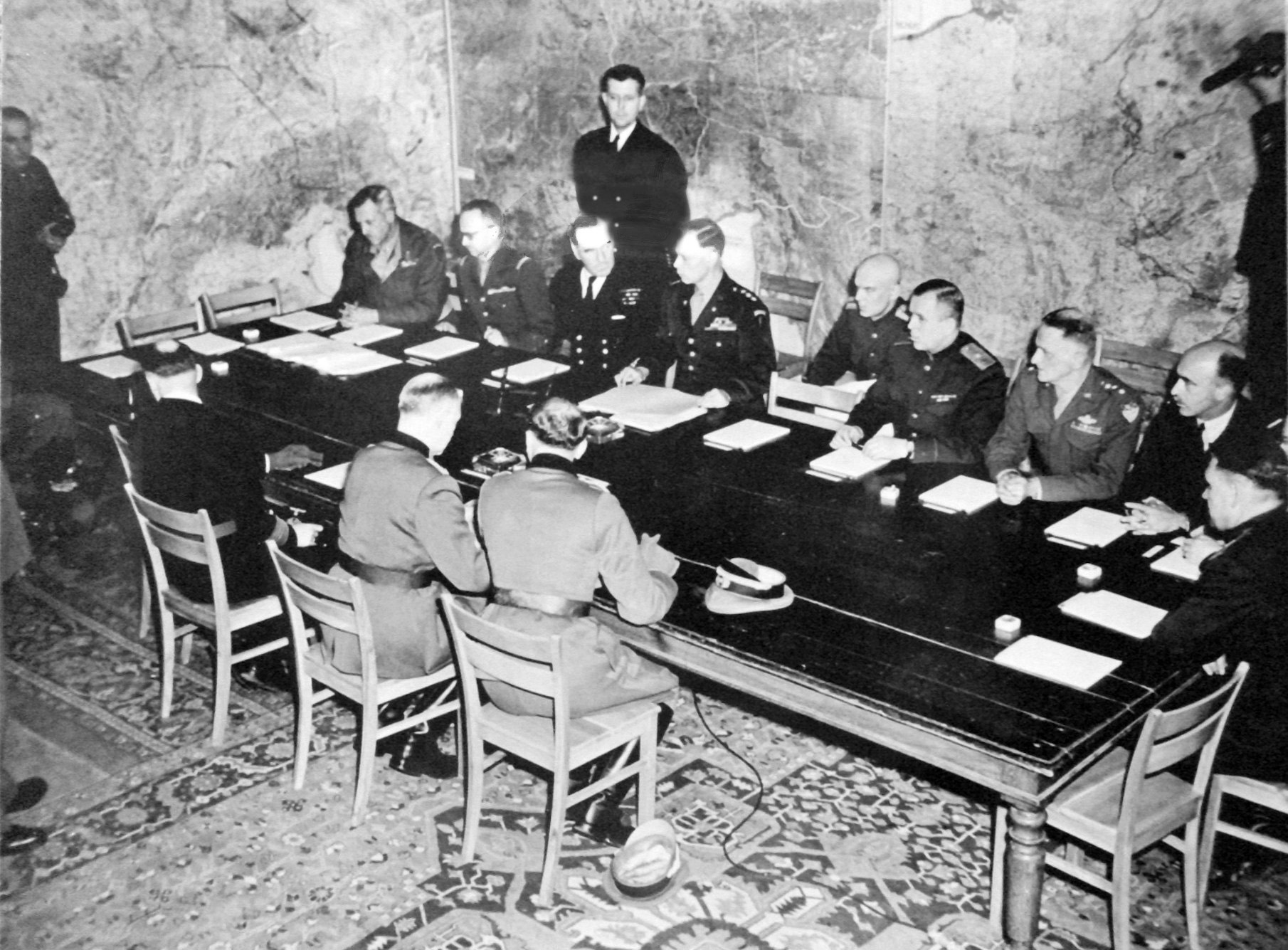
1945年5月7日、ランスの連合国遠征軍最高司令部でドイツ降伏文書調印に立ち会うバロー（連合国側席、左から3人目）。

バローは1943年9月にジブラルタル及び地中海管区司令官に就任した後、1945年1月に航空機事故で殉職したバートラム・ラムゼーの後任として連合国海軍遠征軍司令官（ANXF）に就任した。大戦末期、バローはアメリカ陸軍のドワイト・D・アイゼンハワー元帥と緊密に協力しながら連合国海軍の戦略と作戦を計画し、1945年5月7日にはフランスのランスでドイツの降伏文書調印に立ち会った一人となった。
バローは戦後もドイツ占領軍の海軍司令官として残留し、その職務の一環としてドイツ機雷掃海局の設立を承認した。このドイツ機雷掃海局はソ連の圧力により1948年に解散したものの、後にドイツ連邦海軍の源流の一つとなった。1946年にノア管区司令官に就任。
バローは1949年に海軍を退役し、同年バス勲章 (GCB) のナイト・グランド・クロスを受勲した。バローは1977年10月22日にサリー州ハインドヘッドのムーアハウス養護施設で肺炎により死去した。

## 家族
バローは1914年にカナダ・ノバスコシア州ハリファックスのC・W・アウトヒットの娘ネリー・ウィルスと結婚し、2人の息子と3人の娘を儲けた。ネリーは1972年に死去した。

## 栄典
- バス勲章（GCB、KCB、CB）
- 大英帝国勲章（KBE）
- 殊功勲章（DSO） … 2個
- 殊勲章（DSM）
- レジオン・オブ・メリット（アメリカ合衆国）[2]
- オラニエ＝ナッサウ勲章（英語版）（オランダ）[2]
- レジオンドヌール勲章（フランス）[2]